# Медисин Хат
Медисин Хат (енгл. Medicine Hat) је град у Канади, смештен у југоисточном делу провинције Алберта у оквиру округа Сајпрес. Град се налази на обалама реке Јужни Саскачеван, у близини географске регије Сајпрес Хилс, на пола пута између Винипега и Ванкувера.
Име града потиче од речи Saamis народа Блекфут (Црне ноге) којим су означавани врачеви а које у буквалном преводу означава човека који на глави носи орлово перо. Сви врачеви су на глави имали покривало украшено орловим перима, а пошто су врачеви у то време обављали функцију доктора отуда и садашње име Медисин Хет („Докторов шешир“). Према легенди након једне од битака између народа Блекфут и Кри, врач пораженог племена Кри је приликом бега изгубио своју капу која је упала у реку, и отуда име насеља. 
Данашњи град је основан 1883. након што је до њега дошла траса канадске пацифичке железнице, а насеље је преузело име из древних домородачких легенди. Упоредо са развојем железнице разијао се и град тако да је већ 31. октобра 1898. добио статус варошице, а 9. маја 1906. и статус града. 
Захваљујући великим природним богатствима у околини од најранијих времена красио га је епитет Питсбург запада. Индустрија се подстакнута јефтиним изворима енергије и сировинама брзо развијала (рудници угља, циглане, инустрија стакла и керамике, млинови). Плодно земљиште условило је интензиван развој сточарста и земљорадње. Велики економски напредак остварен је у периоду између 1909. и 1914. и праћен је наглим порастом броја становника за 10.000. Током Другог светског рата у граду је био стациониран велики логор за ратне војне заробљенике. Привреда града данас почива на великим постројењима за производњу и прераду природног гаса и електричне енергије (у власништву града).
Град се налази на надморској висини од 670 метара у зони хладне семиаридне континенталне климе (Кепенова класификација климата BSk) са хладним и влажним зимама и врелим летима. Годишњи просек падавина је 338 мм и нешто је нижи у односу на остале делове прерије. Због великог броја сунчаних сати називају га и најсунчанијим градом Канаде.

## Становништво
| 1996.  | 2001.  | 2006.  | 2011.  | 2016.  |
| ------ | ------ | ------ | ------ | ------ |
| 46.783 | 51.249 | 56.997 | 60.005 | 63.260 |